# Giugliano in Campania
Giugliano in Campania este o comună din provincia Napoli, regiunea Campania, Italia, cu o populație de 123.679 locuitori (1 ianuarie 2023) și o suprafață de 94,62 km².

## Demografie
Giugliano in Campania - evoluția demografică

|  | Graficele sunt indisponibile din cauza unor probleme tehnice. Mai multe informații se găsesc la Phabricator și la wiki-ul MediaWiki. |

Date: Recensăminte sau birourile de statistică - grafică realizată de Wikipedia